# هيئة الطاقة الذرية اليابانية

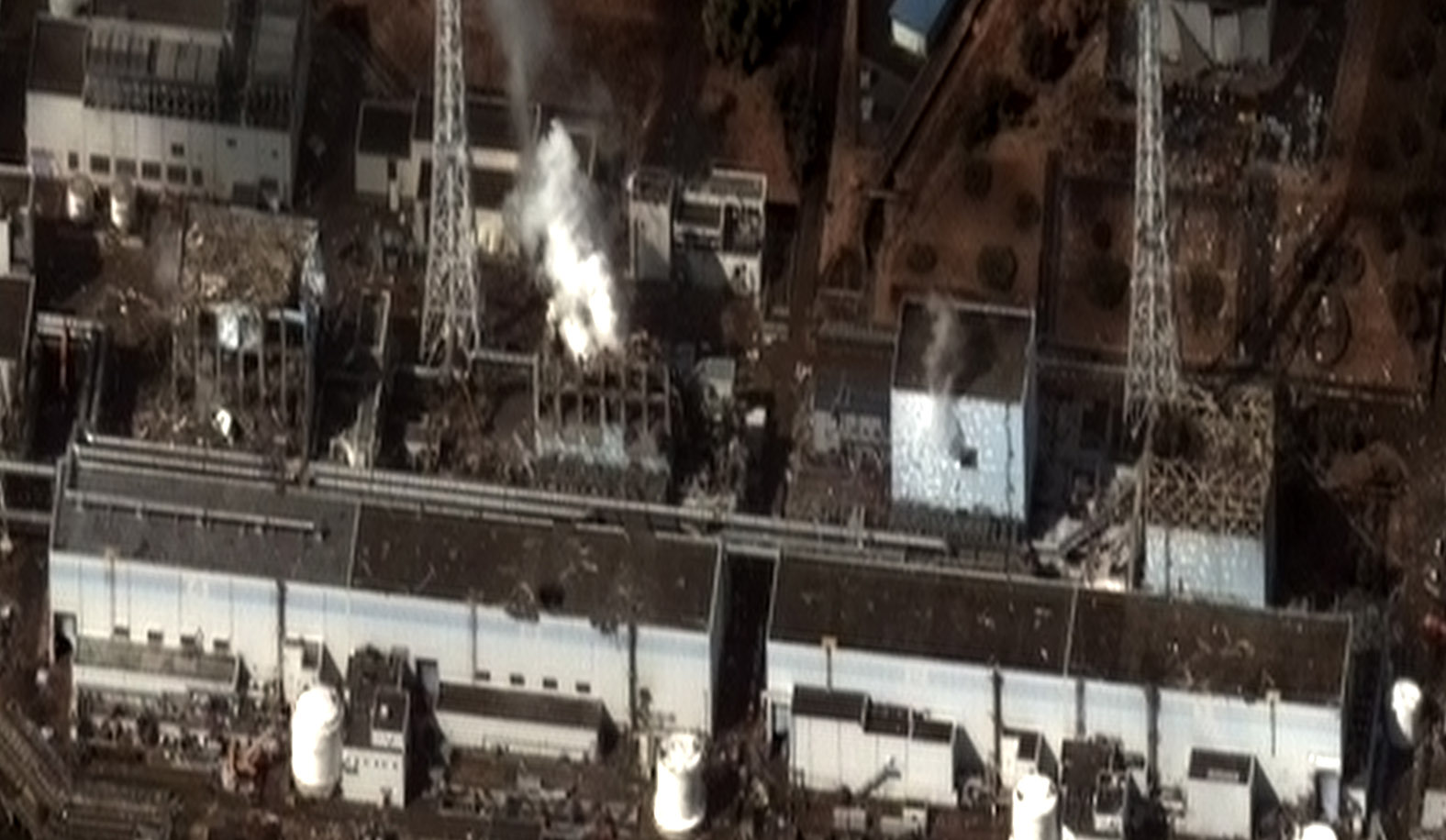
ثلاث مفاعلات بمحطة فوكيشيما.

هيئة الطاقة الذرية اليابانية تأسست هيئة الطاقة الذرية اليابانية (委員会 力 委員会 Genshiryokuiinkai) في عام 1956 وتقع في شيودا بطوكيو وتعمل كهيئة تنظيمية للطاقة النووية في اليابان.
احتوى القانون الأساسي للطاقة الذرية على نص خاص بإنشائه وبعد فترة بدأت المنظمة أنشطتها وهي:
ضمان إجراء البحوث
استخدام الطاقة النووية بأمان وبنوايا سلمية
وضع خطط لاستخدام وتطوير الطاقة النووية.
وهي هيئة بـ 5 أعضاء بصفتها لجنة تحقيق في مكتب مجلس الوزراء.